# Liste des aéroports les plus fréquentés dans les pays baltes

Localisation des États baltes (vert foncé) en Europe (gris foncé)

Il s'agit d'une liste des aéroports les plus fréquentés des États baltes quant au nombre total de passagers, de mouvements d'avions et de tonnes de fret et de courrier par an. Les statistiques incluent les principaux aéroports des États baltes à trafic commercial régulier.  

## Les États baltes
Le terme États baltes fait référence aux provinces baltes qui ont obtenu leur indépendance en 1918 de l'Empire allemand pendant la Première Guerre mondiale plus le Royaume restauré puis la République de Lituanie. 

## Passagers
Pour des raisons techniques, il est temporairement impossible d'afficher le graphique qui aurait dû être présenté ici.

Voir la requête brute et les sources sur Wikidata.
| Aéroport | 2015      | 2014      | 2013      | 2012      | 2011      | 2010      | 2009      | 2008      | 2007      | 2006      | 2005      | 2004      | 2003    | 2002    | 2001    |
| -------- | --------- | --------- | --------- | --------- | --------- | --------- | --------- | --------- | --------- | --------- | --------- | --------- | ------- | ------- | ------- |
| Riga     | 5 162 675 | 4 814 073 | 4 793 045 | 4 767 764 | 5 106 692 | 4 663 647 | 4 066 854 | 3 690 549 | 3 160 945 | 2 495 020 | 1 878 035 | 1 060 426 | 711 753 | 633 322 | 622 647 |
| Vilnius  | 3 336 084 | 2 942 670 | 2 661 869 | 2 208 096 | 1 712 467 | 1 373 859 | 1 308 632 | 2 048 439 | 1 717 222 | 1 451 468 | 1 281 872 | 964 164   | 719 850 | 634 991 | 584 171 |
| Tallinn  | 2 166 820 | 2 037 371 | 1 958 801 | 2 206 791 | 1 913 172 | 1 384 831 | 1 346 236 | 1 811 536 | 1 728 430 | 1 541 832 | 1 401 059 | 997 941   | 715 859 | 605 697 | 573 493 |
| Kaunas   | 747 284   | 724 314   | 695 509   | 830 268   | 872 618   | 809 732   | 456 698   | 410 165   | 390 881   | 248 228   | 77 350    | 27 113    | 21 732  | 19 891  | 20 137  |
| Palanga  | 145 441   | 132 931   | 127 890   | 128 169   | 111 133   | 102 528   | 104 600   | 101 586   | 93 379    | 110 828   | 94 000    | 76 020    | 46 666  | 45 971  | 45 660  |